# Halo 2
Halo 2 — компьютерная игра в жанре шутера от первого лица, разработанная компанией Bungie и изданная Microsoft Game Studios. Игра была выпущена в 2004 году для консоли Xbox, в 2007 году — для Windows, в 2014 году переиздана для Xbox One, а в 2020 году состоялся повторный релиз версии для Windows. Это вторая игра из серии Halo и сиквел Halo: Combat Evolved. Игроку предлагаются роли человека Мастера Чифа (главного героя первой игры) и Элита Арбитра в конфликте 26-го столетия между человеческим ККОН (Космическое Командование Объединённых Наций), Ковенантом (союзом инопланетных рас) и паразитической формой жизни — Потопом.
Сразу же после релиза, Halo 2 стал самой популярной игрой в Xbox Live и удерживал это место до релиза Gears of War для Xbox 360, выпущенного двумя годами позже. К 20 июня 2006 года было сыграно более 500 миллионов игр в Halo 2 и было потрачено более 710 миллионов часов игры в Xbox Live; к 9 мая 2011 года число новых игроков увеличилось более чем на 5 миллионов. В ноябре 2008 года Halo 2 был признан самой продаваемой игрой для приставок шестого поколения. Было продано 8.46 миллиона копий по всему миру, из них по меньшей мере 6.3 миллиона копий в США. Критики приняли игру в основном положительно с широким публичным восхвалением сильной многопользовательской составляющей, в то же время, кампания оказалась в центре критики за её оборванное окончание.

## Игровой процесс
Halo 2 — сюжетный экшн-шутер от первого лица. Игра демонстрирует расширенный набор машин наряду с другими изменениями в геймплее по сравнению с предшественником. В оригинальном Halo были раздельные индикаторы здоровья и щита. В Halo 2 индикатор здоровья больше не виден, зато щиты игрока восстанавливаются быстрее, если он не получает урона.
Новые возможности в Halo 2:
- Определенные виды оружия отныне могут быть взяты в обе руки, при этом точность снижается и исчезает возможность использования гранат и рукопашных атак.
- Появились новые образцы оружия как со стороны ККОН (пистолет-пулемёт M 7), так и со стороны Ковенанта (Лучевая винтовка, Карабин Ковенанта и т. д.). У союзных солдат можно брать их оружие, взамен отдавая своё — при этом оружие должно быть не одного и того же типа.
- У обеих сторон конфликта появились новые образцы техники. Так, у ККОН на вооружении появилась модификация «Бородавочника», стреляющая бронебойными патронами. В автопарке Ковенанта транспортный челнок «Дух» заменён более универсальным «Фантомом», появился аналог человеческого «Бородавочника», «Наваждение». Машины людей в отличие от первой игры теперь подвержены разрушению также, как и машины Ковенанта.
- У игрока и остальных персонажей появилась возможность брать на абордаж любую (за исключением лётной) технику, либо убивая, либо выкидывая её пилота из транспорта.

Также как и в первой игре, каждое оружие имеет свои достоинства и недостатки в различных боевых ситуациях. Например, большинство видов оружия Ковенанта не использует магазинного снабжения, а содержат батарею, которую невозможно перезарядить при окончании боеприпасов. Однако эти орудия могут перегреться, если вести огонь длительное время. Человеческое оружие менее эффективно против щитов и требует перезарядки, но не перегревается при длительном огне и эффективно против незащищённых щитами целей. Игрок может переносить максимум восемь гранат (четыре осколочных и четыре — плазменных), чтобы выбивать врагов с позиций и разрывать их на части. В качестве особой способности брони у Мастера Чифа выступает фонарь, у Арбитра — временный оптический камуфляж.

### Кампания
Игровой режим «Кампания» предоставляет возможность одиночного и кооперативного прохождения. В режиме кампании игрок должен пройти последовательность уровней, которые охватывают основную сюжетную линию Halo 2. Эти уровни сменяются между Мастером Чифом и ковенантским Элитом со званием Арбитр (в первой игре — командир флота Ковенанта около Ореола Альфа), который занимает диаметрально противоположную позицию в конфликте истории. В режиме кампании существует свойственные игровой серии 4 уровня сложности: легкий, нормальный, героический и легендарный. Увеличение сложности сказывается в повышении количества, качества, здоровья, урона и точности врагов; в уменьшении длительности и увеличении времени перезарядки камуфляжа Арбитра; уменьшении здоровья и щитов игрока и редких изменениях в диалогах.
В пределах игры существует и спрятанное содержимое, включая пасхальные яйца, послания, скрытые объекты и оружие. Самый широко известный образец — это черепа, спрятанные на каждом уровне. Черепа, которые могут быть подобраны как оружие, располагаются в труднодоступных местах. Многие из пасхалок доступны только на легендарном уровне сложности. Будучи активированным, каждый череп особым образом влияет на геймплей. Эффекты черепов могут комбинироваться.

### Многопользовательская игра
В отличие от предшественника, Halo 2 позволяет игрокам соревноваться друг с другом посредством Xbox Live, в дополнение к возможности играть вдвоем за одним компьютером и по сети. Многопользовательский режим Halo 2 имеет отличия от более ранних боевиков от первого лица. Однако в версии Halo 2 для РС (в частности, для Windows Vista) Xbox Live имеет недоработанную структуру, что позже стало объектом для критики мультиплеера. Сервера ПК-версии Halo 2 закрыли 13 февраля 2013 года, теперь мультиплеер доступен только по локальной сети.

## Сюжет
Игра Halo 2 открывается судом над командиром Элитов Ковенанта на борту столичного города-корабля Ковенанта «Высокое Милосердие». За неспособность остановить уничтожение ореола Элит лишается звания, клеймится еретиком и подвергается пыткам Тартаруса, вождя ковенантских Брутов. Руководство Ковенанта — верховные пророки Истина, Скорбь и Милосердие — избавили Элита от казни и дали ему шанс стать Арбитром — звание, которое присваивается Элитам во времена серьезных кризисов и потрясений. В качестве Арбитра Элит подавляет восстание и возвращает себе помощника 343 Виновная Искра.
На Земле адмирал флота Худ отдает должное Мастеру Чифу и сержанту Эйвери Джонсону за их действия в первом Halo, а коммандер Миранда Киз принимает медаль от имени своего погибшего отца, капитана Джейкоба Киза. Вблизи Земли внезапно появляется флот Ковенанта. В ходе завязавшейся битвы один корабль с Пророком Скорби проникает сквозь оборону Земли и осаждает африканский город Новая Момбаса. Мастер Чиф помогает отразить вторжение. Уничтожив свой флот, Пророк Сожаления совершает поспешный прыжок в космическое пространство, а Киз, Джонсон, Кортана и Мастер Чиф следуют за ним на борту корабля ККОН «В янтарь одетый». Команда обнаруживает еще одну установку ореола; понимая, какую опасность представляет кольцо, Киз посылает Мастера Чифа убить Пророка Сожаления, пока она и Джонсон ищут Индекс, ключ активации ореола.

## Выпуск
Впервые игра была выпущена 9 ноября 2004 года для консоли Xbox. 31 мая 2007 года была выпущена версия для Windows. 11 ноября 2014 года Halo 2 вышла на Xbox One в составе Halo: The Master Chief Collection. В 2019 году было объявлено, что The Master Chief Collection будет также выпущена для Windows, но, в отличие от Xbox One, игры, входящие в состав сборника, будут выходить постепенно. Выход Halo 2 на данной платформе состоялся 12 мая 2020 года.

### Саундтрек
Саундтрек к игре писали композиторы Мартин О’Доннелл и Майкл Сальватори, работавшие над всеми играми серии, а также приглашённые музыканты: Стив Вай, Hoobastank, Найл Роджерс, Incubus, Breaking Benjamin и 8 Bit Weapon.

## Отзывы и критика
| Сводный рейтинг | Сводный рейтинг | Сводный рейтинг |
| Издание         | Оценка          | Оценка          |
| Издание         | PC              | Xbox            |
| --------------- | --------------- | --------------- |
| GameRankings    | 72,67 %         | 94,57 %         |
| Metacritic      | 72/100          | 95/100          |

| Сводный рейтинг | Сводный рейтинг |
| Агрегатор       | Оценка          |
| --------------- | --------------- |
| GameRankings    | 88,04 %         |

Halo 2 получила премию BAFTA в области игр 2005 года в номинации «Xbox».